# René Thomas (Rennfahrer)

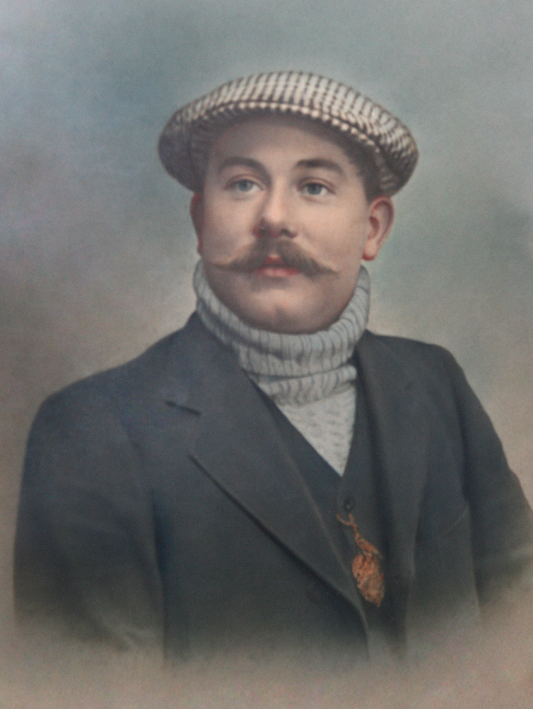
René Thomas

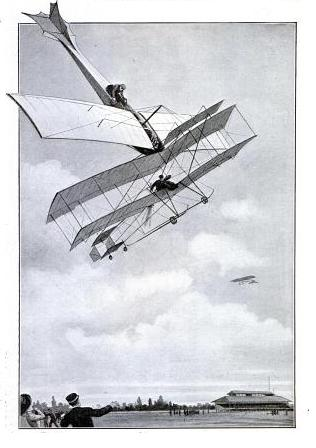
Erste Flugzeugkollision 1910

René Alfred Thomas (* 7. März 1886 in Périgueux; † 23. September 1975 in Colombes) war ein französischer Automobilrennfahrer und Flugpionier.

## Flieger
Ab etwa 1910 flog er für die Société Antoinette als Testpilot und nahm an verschiedenen europäischen Wettbewerben teil. Am 2. Oktober 1910 kollidierte Thomas in Mailand mit dem Farman-III-Doppeldecker des Captain Bertram Dickson, der sich davon nicht mehr erholte.

## Karriere als Rennfahrer
Als ein führender Rennfahrer seines Landes trat er 1911 dem von Louis Delâge aufgestellten Team mit Paul Bablot, Albert Guyot und Victor Rigal bei. 1914 nahm Thomas auf einem Delage am Indianapolis 500 teil und gewann. Ebenso nahm er 1919, 1920 und 1921 teil.
Am 6. Juli 1924 stellte René Thomas in Arpajon auf einem Delage einen Landgeschwindigkeitsrekord von rund 230 km/h auf.